# België op het Eurovisiesongfestival 2020
België zou deelnemen aan het Eurovisiesongfestival 2020 in Rotterdam, Nederland. Het zou de 62ste deelname van het land aan het Eurovisiesongfestival geweest zijn. De VRT was verantwoordelijk voor de Belgische bijdrage voor de editie van 2020. 

## Selectieprocedure
Reeds op 15 mei 2019, daags na afloop van de eerste halve finale van het Eurovisiesongfestival 2019, gaf de VRT te kennen te zullen deelnemen aan het Eurovisiesongfestival 2020. De openbare omroep gaf meteen aan dat de Belgische kandidaat intern zou worden geselecteerd.
Op 1 oktober 2019 werd de naam van de Belgische kandidaat vrijgegeven door de VRT. Het ging om de band Hooverphonic. De band bestond uit Luka Cruysberghs, Alex Callier en Raymond Geerts. België was het eerste deelnemende land dat de naam van zijn deelnemer bekend maakte. Hooverphonic werd eerder reeds drie keer gevraagd om België te vertegenwoordigen, maar wees de vraag telkens af.
Het nummer waarmee Hooverphonic zou deelnemen aan het Eurovisiesongfestival 2020 werd vrijgegeven op 17 februari 2020. Het kreeg als titel Release me.

## In Rotterdam
België zou aantreden in de tweede helft van de eerste halve finale, op dinsdag 12 mei 2020. Het Eurovisiesongfestival 2020 werd evenwel geannuleerd vanwege de COVID-19-pandemie.
1956 · 1957 · 1958 · 1959 · 1960 · 1961 · 1962 · 1963 · 1964 · 1965 · 1966 · 1967 · 1968 · 1969 · 1970 · 1971 · 1972 · 1973 · 1974· 1975 · 1976 · 1977 · 1978 · 1979 · 1980 · 1981 · 1982 · 1983 · 1984 · 1985 · 1986 · 1987 · 1988 · 1989 · 1990 · 1991 · 1992 · 1993 · 1994 · 1995 · 1996 · 1997 · 1998 · 1999 · 2000 · 2001 · 2002 · 2003 · 2004 · 2005 · 2006 · 2007 · 2008 · 2009 · 2010 · 2011 · 2012 · 2013 · 2014 · 2015 · 2016 · 2017 · 2018 · 2019 · 2020 · 2021 · 2022 · 2023 · 2024 · 2025
Albanië · Armenië · Australië · Azerbeidzjan · België · Bulgarije · Cyprus · Denemarken · Duitsland · Estland · Finland · Frankrijk · Georgië · Griekenland · Ierland · IJsland · Israël · Italië · Kroatië · Letland · Litouwen · Malta · Moldavië · Nederland · Noord-Macedonië · Noorwegen · Oekraïne · Oostenrijk · Polen · Portugal · Roemenië · Rusland · San Marino · Servië · Slovenië · Spanje · Tsjechië · Verenigd Koninkrijk · Wit-Rusland · Zweden · Zwitserland